# Oswald Weyrich
Oswald Weyrich (* 24. März 1910 in Saal, heute St. Wendel; † 1. August 1970 in Sulzbach/Saar) war ein saarländischer bzw. deutscher Politiker der KPD, der KPS und der DKP.

## Leben und Beruf
Weyrich besuchte die Volksschule in Bildstock. 1917 zog seine Familie nach Dudweiler. Nach seiner Schulzeit war er, wie sein Vater, als Bergmann tätig.
Im November 1932 verbüßte er eine Ersatzhaft im Gefängnis Saarbrücken aufgrund einer Ordnungswidrigkeit. Er nahm am Zweiten Weltkrieg teil und geriet in sowjetische Gefangenschaft.
Am 22. Oktober 1958 wurde er in Hannover verhaftet und in Hildesheim in Untersuchungshaft genommen. Danach saß er in der Strafanstalt Wolfenbüttel ein, aus dieser wurde er am 27. April 1961 entlassen.
Aus Weyrichs erster Ehe gingen zwei Kinder hervor. Seine erste Ehefrau Paula verstarb 1959. Seine zweite Ehe mit Dora, geborene Schlosser, schloss er 1968.

## Politik
Weyrich schloss sich zunächst der KPD an. Er war Anhänger des Status quo. Nach dem Krieg trat er zur KPS über. 1950 wurde er erster Vorsitzender und erster Sekretär der KPS, danach er war bis zum Parteiverbot 1957 zweiter Sekretär und gehörte der Landesleitung an.
Bei der Landtagswahl 1952 wurde er in den Landtag des Saarlandes gewählt, diesem gehörte er bis zur vorzeitigen Auflösung 1955 an.
Am 4. Oktober 1968 war Weyrich Gründungsmitglied der DKP. Dort gehörte er dem Bezirksvorstand Saar und ab 1969 auch der Schiedskommission an.